# Rio Frata
O Rio Frata é um rio da Romênia, afluente do Pârâul de Câmpie, localizado no distrito de Mureş.